# Sromowce Niżne
Sromowce Niżne – wieś w Polsce położona w województwie małopolskim, w powiecie nowotarskim, w gminie Czorsztyn.

## Położenie
Leży w Pieninach w dolinie Dunajca. Sromowce Niżne liczą około 1000 mieszkańców, są miejscowością turystyczną z rozwiniętą bazą noclegową. Wieś założona w pierwszej połowie XIV wieku, jej początki wiążą się z historią zakonu klarysek ze Starego Sącza, pierwszych właścicielek Sromowiec.

## Historia
Najstarsze ślady przebywania człowieka w przełomie Dunajca w rejonie Sromowiec Niżnych pochodzą ze schyłkowego paleolitu. Na lewym brzegu Dunajca, na lewym brzegu wpadającego doń Macelowego Potoku, na wysokości ok. 480 m n.p.m. u wsch. podnóży Szewców Gronika, w trakcie wykopalisk prowadzonych w 1977 r. stwierdzono istnienie dawnego obozowiska typu myśliwskiego, datowanego na IX tysiąclecie p.n.e. Na jego terenie znaleziono ok. 230 sztuk kamiennych narzędzi, zróżnicowanych materiałowo.
Wieś królewska Sramowice Niżne, położona w drugiej połowie XVI wieku w powiecie sądeckim województwa krakowskiego, należała do tenuty czorsztyńskiej. W latach 1975–1998 miejscowość administracyjnie należała do województwa nowosądeckiego. Od 1999 roku należy do województwa małopolskiego.
Walory krajobrazowe Sromowiec zostały dostrzeżone już w połowie XIX wieku – na rok 1832 datuje się początek turystycznych spływów Dunajcem ze Sromowiec do Szczawnicy. Na początku XX wieku czynna była stacja turystyczna Oddziału Pienińskiego Towarzystwa Tatrzańskiego, a w czasach międzywojennych powstało Schronisko Śląskie (dziś: „Trzy Korony”). W 1934 roku w Sromowcach założono Polskie Stowarzyszenie Flisaków Pienińskich, które działa do dzisiaj. O historii wsi świadczy drewniany kościółek z XVI wieku. To stąd turyści najczęściej wybierają się na Trzy Korony, Górę Zamkową z grotą św. Kingi oraz do Czerwonego Klasztoru, położonego na drugim brzegu Dunajca.
W połowie roku 2006 oddano do użytku kładkę na Dunajcu łączącą Sromowce Niżne ze wsią Czerwonym Klasztorem na Słowacji, do listy walorów turystycznych wsi dodaje jeszcze możliwości pieszej lub rowerowej eksploracji Przełomu Dunajca – Drogą Pienińską oraz zwiedzania zabytkowego kompleksu klasztornego znajdującego się w powyższej miejscowości – Czerwonego Klasztoru z XIV wieku.

## Zabytki
Obiekt wpisany do rejestru zabytków nieruchomych województwa małopolskiego.
- Kościół parafialny pw. św. Katarzyny z otoczeniem.
Drewniany kościół, zbudowany prawdopodobnie w 1513 roku. Od 1988 roku obiekt wyłączony z kultu, ponieważ wybudowano nowy kościół parafialny. Po remoncie, od 2010 roku mieści się w nim galeria sztuki. Leży na Szlaku Architektury Drewnianej w regionie Podhalańsko-Pienińskim.

## Turystyka
W miejscowości jest początek szlaku turystycznego na Trzy Korony, do Krościenka i na Słowację. Znajduje się tu również schronisko PTTK „Trzy Korony”, dysponujące 50 miejscami noclegowymi w 17 pokojach 2, 3, 4 i 5 osobowych. Oprócz tego można odbyć spływ łodziami flisackimi płynąc przełomem Dunajca. W całej wsi jest rozbudowana baza noclegowa, w tym hotel „nad Przełomem”. Nad przepływającym bezpośrednio przy wsi Dunajcu, jest pieszo-rowerowa kładka umożliwiająca zwiedzanie słowackiego Czerwonego Klasztoru, oraz przedostanie się do malowniczej Drogi Pienińskiej (pieszo-rowerowej), biegnącej prawym brzegiem Dunajca do Szczawnicy.
W okresie letnim często urządzane są zabawy i festyny o charakterze ludowym w wybudowanym w 2006 roku amfiteatrze.

## Galeria

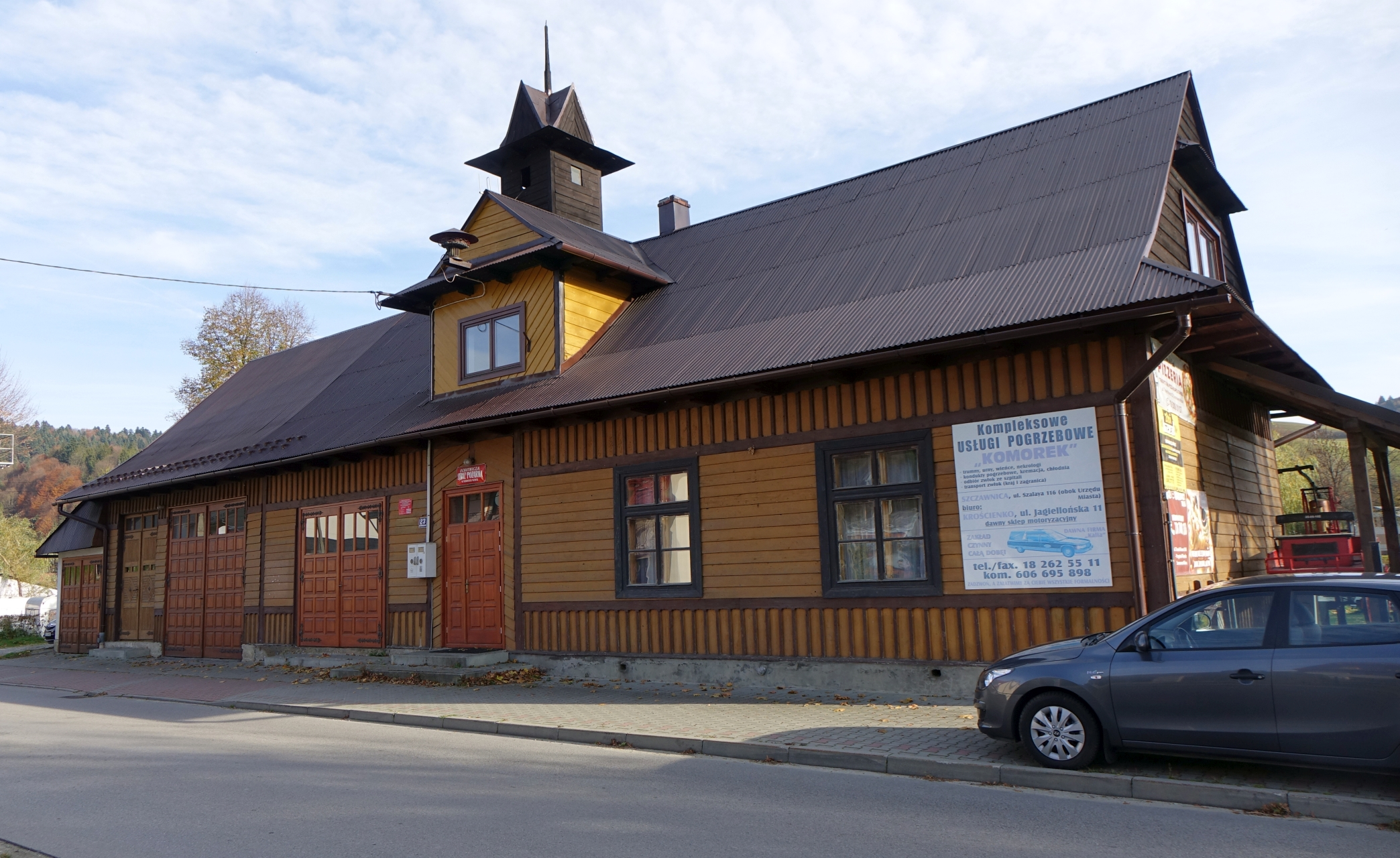
Remiza OSP
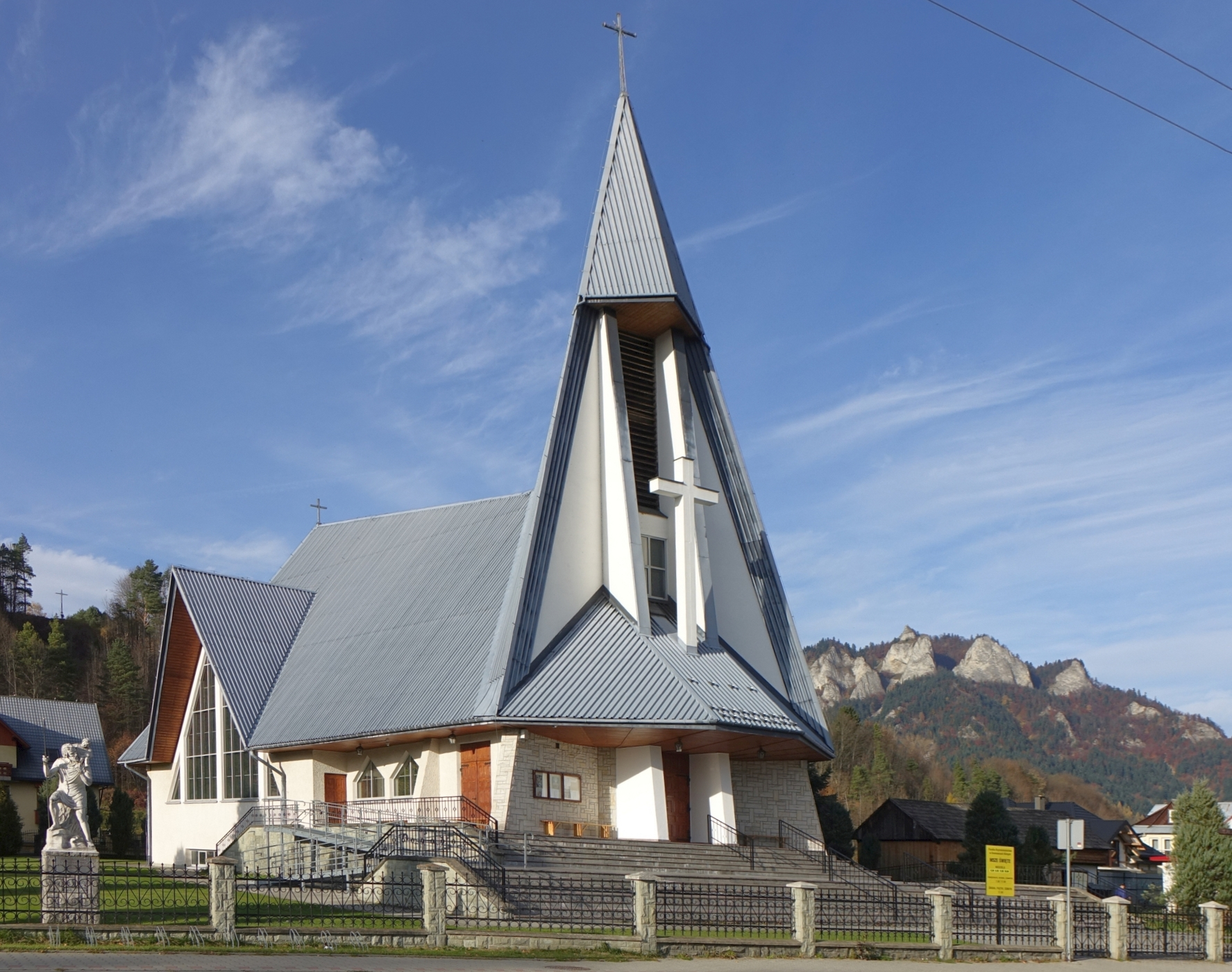
Kościół
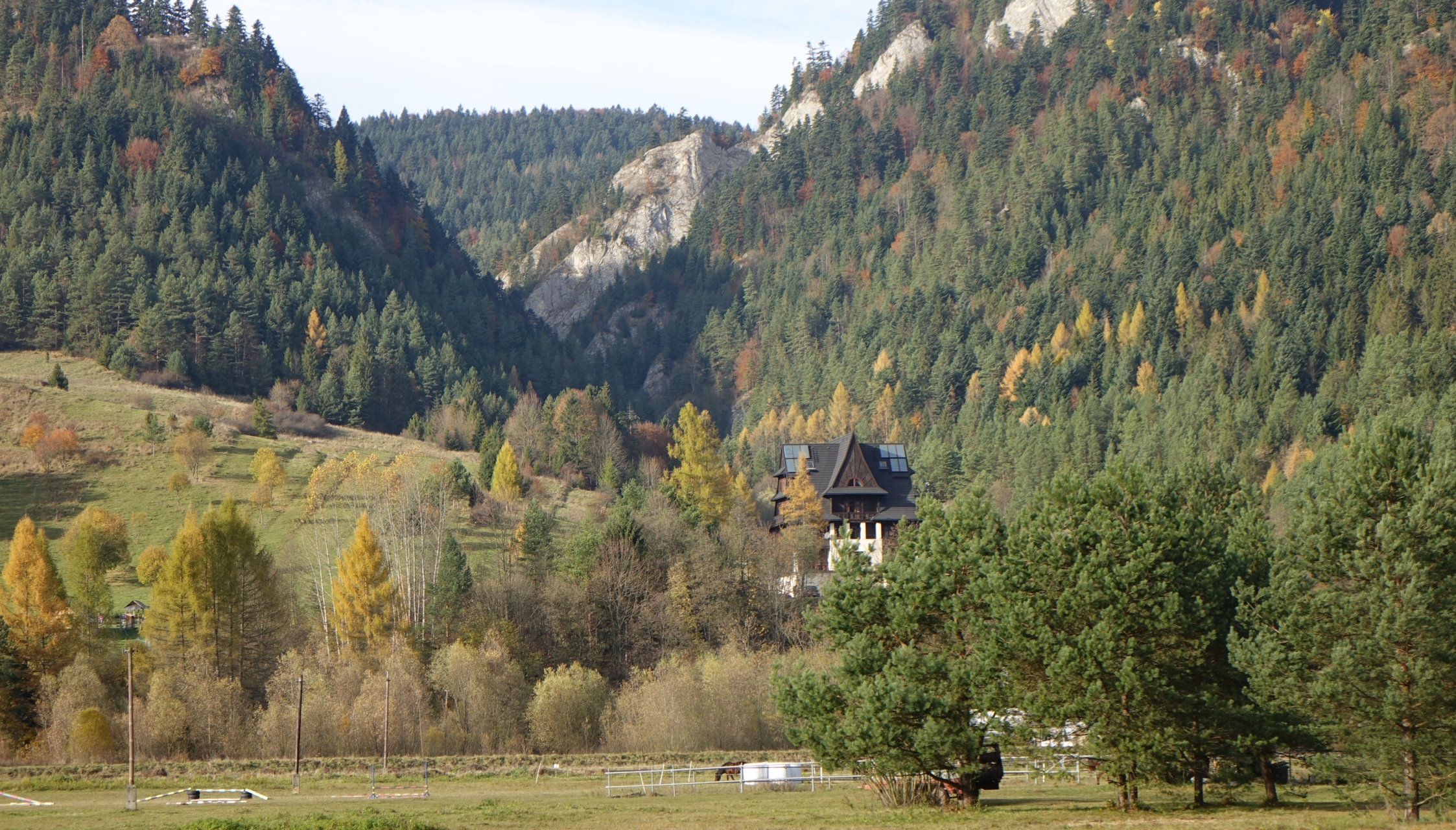
Schronisko Trzy Korony
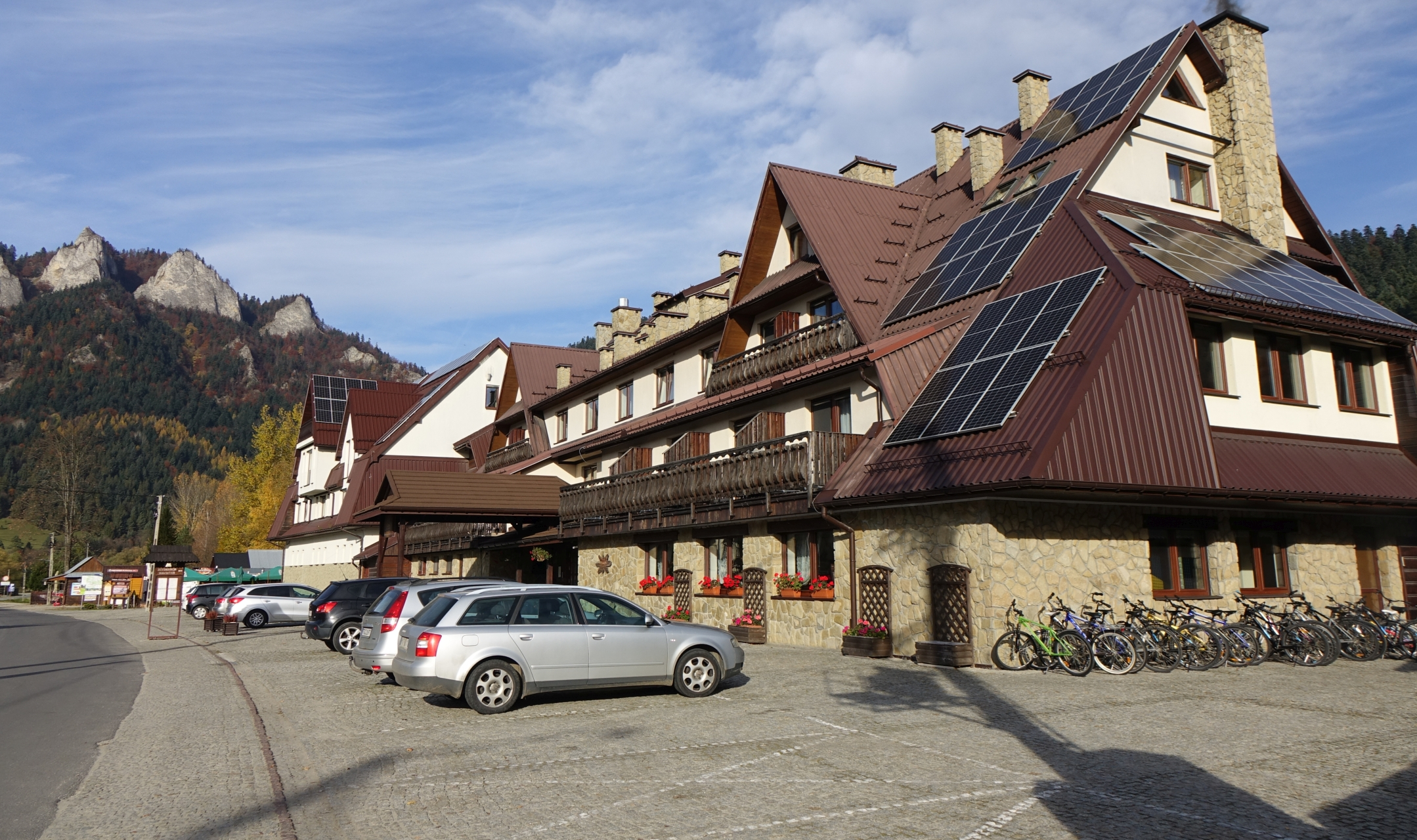
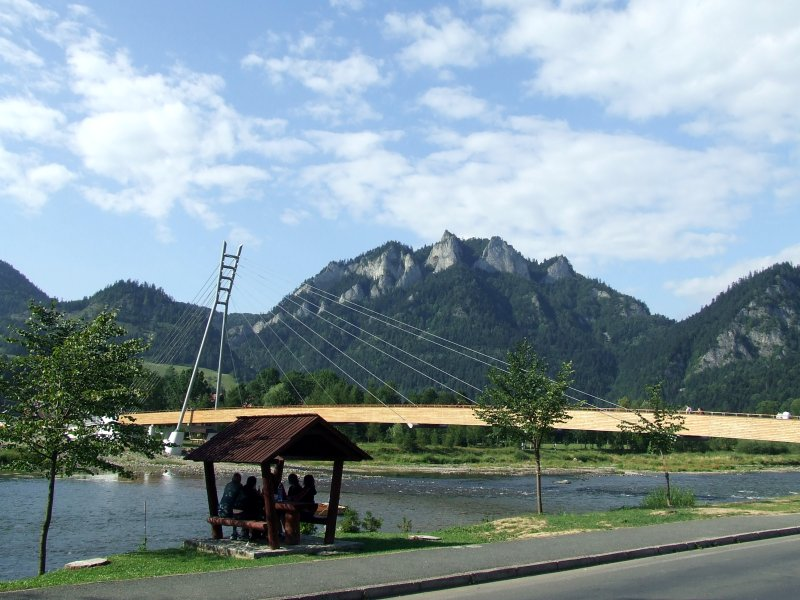
Kładka między Sromowcami Niżnymi i Czerwonym Klasztorem
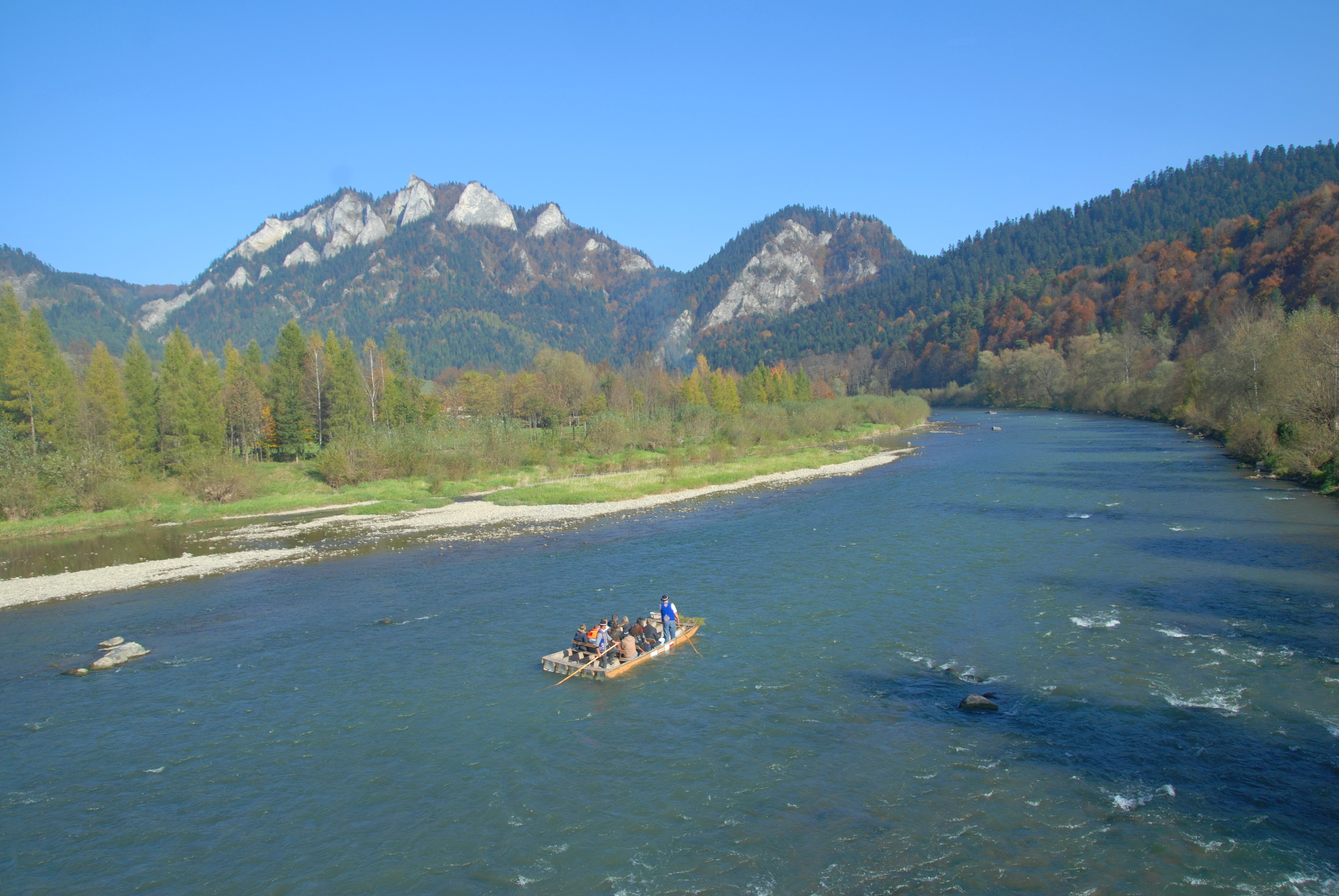
Sromowce Niżne, Dunajec, Trzy Korony i Facimiech
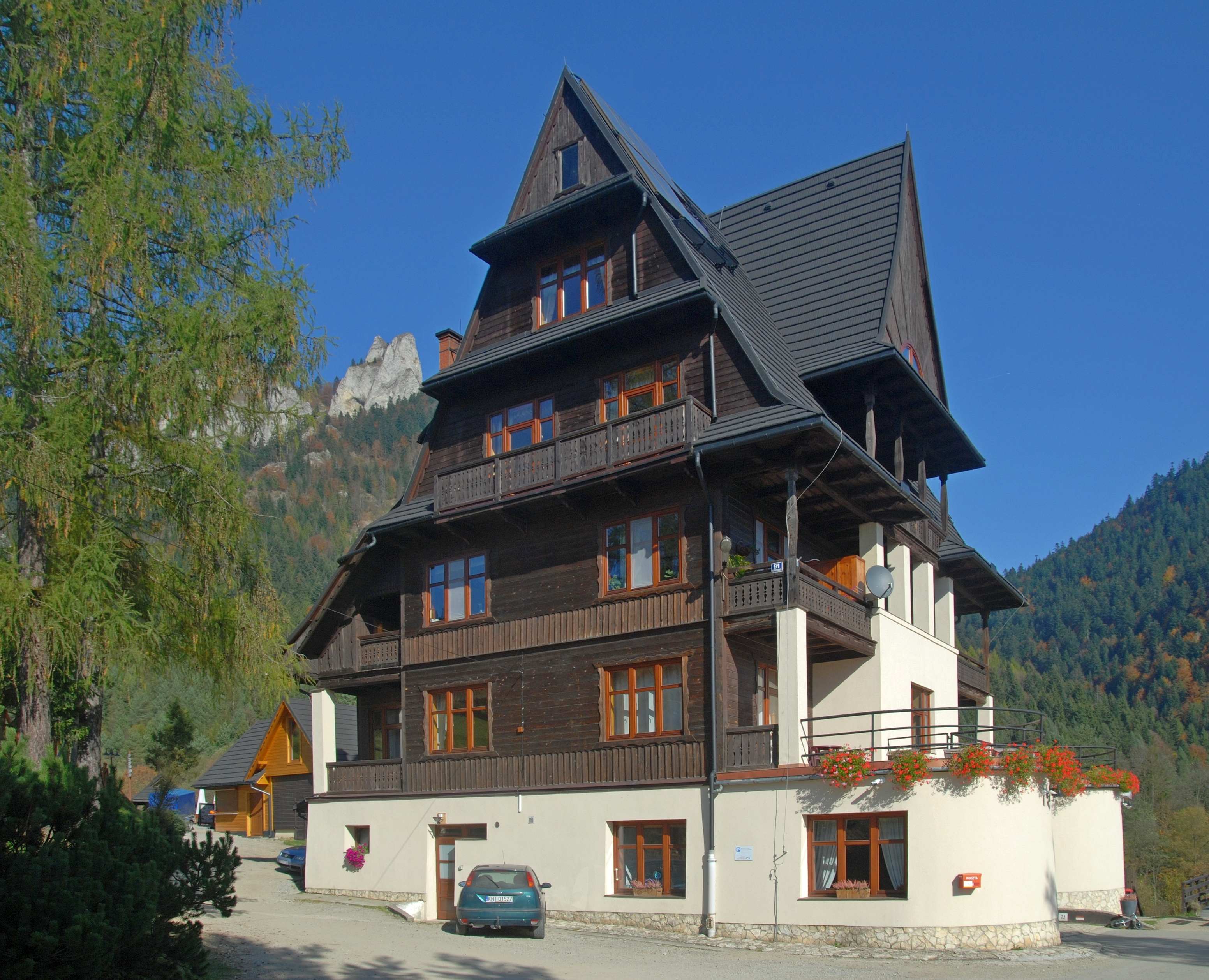
Schronisko PTTK Trzy Korony
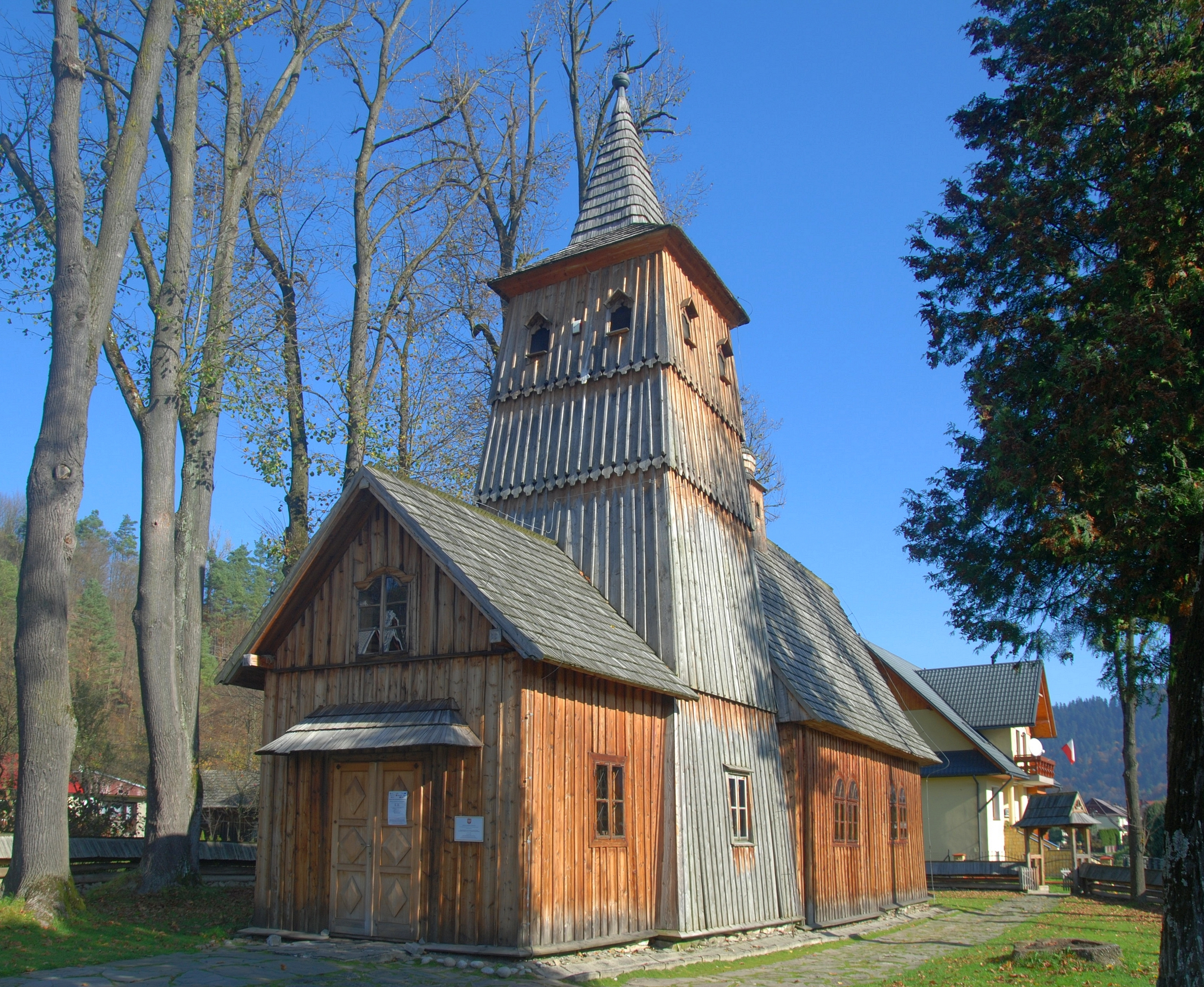
Zabytkowy kościół św. Katarzyny z XVI wieku